# Geshe
Geshe  (དགེ་བཤེས, dge bshes; adattato in lingua italiana anche come "Ghesce") è un appellativo proprio del buddismo tibetano con cui si indica un "maestro spirituale".
Dge bshes è l'abbreviazione in lingua tibetana di dge ba’i bshes gnyen (དགེ་བའི་བཤེས་གཉེན) che poi è la resa del sanscrito kalyāṇamitra, lett. "buon amico", quindi qui nell'accezione di "guida spirituale", "maestro religioso".

## Descrizione
È comunemente usato nella scuola Gelug, soprattutto tra i monaci di Sera. Considerato il più alto titolo di studio possibile, viene conseguito dopo quindici o venticinque anni di studio, secondo la specializzazione che il candidato desidera conseguire. Comprende tre livelli: Dorampa, Tsogrampa e Lharampa, il più importante.
Nella maggior parte dei casi viene attribuito a lama e monaci pienamente ordinati, e solo in rare occasioni a praticanti laici. Al termine del percorso di studi, il candidato affronta l'esame finale nel corso di un intenso dibattito pubblico a cui sono ammessi i più dotti e autorevoli insegnanti nella veste di esaminatori. Tra i Dalai Lama, gli unici ad aver conseguito il diploma di ghesce lharampa sono il XIII e il XIV.